# Canterbury of New Zealand
Canterbury of New Zealand ist der größte Sportartikelhersteller Neuseelands. Das nach der ländlichen Region Canterbury benannte und seit 1904 tätige Unternehmen hat seinen Sitz jedoch in der Metropole Auckland. Es ist vor allem innerhalb des Rugbysports weltweit bekannt und beliebt. So führt es bereits seit frühen Jahren den Slogan „The world's original rugby brand“ und ist einer der Ausstatter und Hauptsponsoren der alle vier Jahre stattfindenden Rugbyweltmeisterschaft.
Derzeit stattet das Unternehmen u. a. die Rugbynationalmannschaften von England, Japan, Polen, Russland, Spanien und der USA aus. Des Weiteren tragen zahlreiche Profimannschaften in Europa, Afrika und Ozeanien Trikots des Herstellers mit den drei Kiwis im Logo.